# Micrurus fulvius
Micrurus fulvius este o specie de șerpi din genul Micrurus, familia Elapidae, descrisă de Linnaeus 1766. A fost clasificată de IUCN ca specie cu risc scăzut. Conform Catalogue of Life specia Micrurus fulvius nu are subspecii cunoscute.

## Galerie

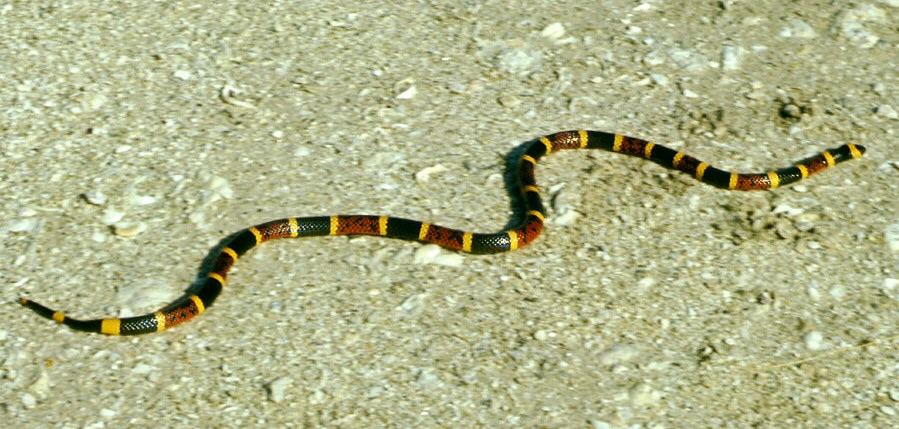
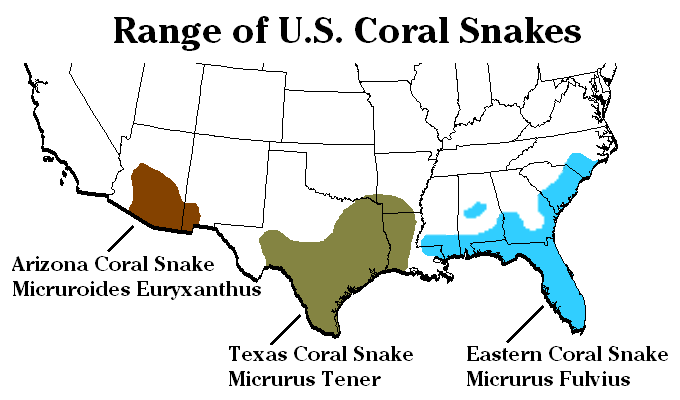
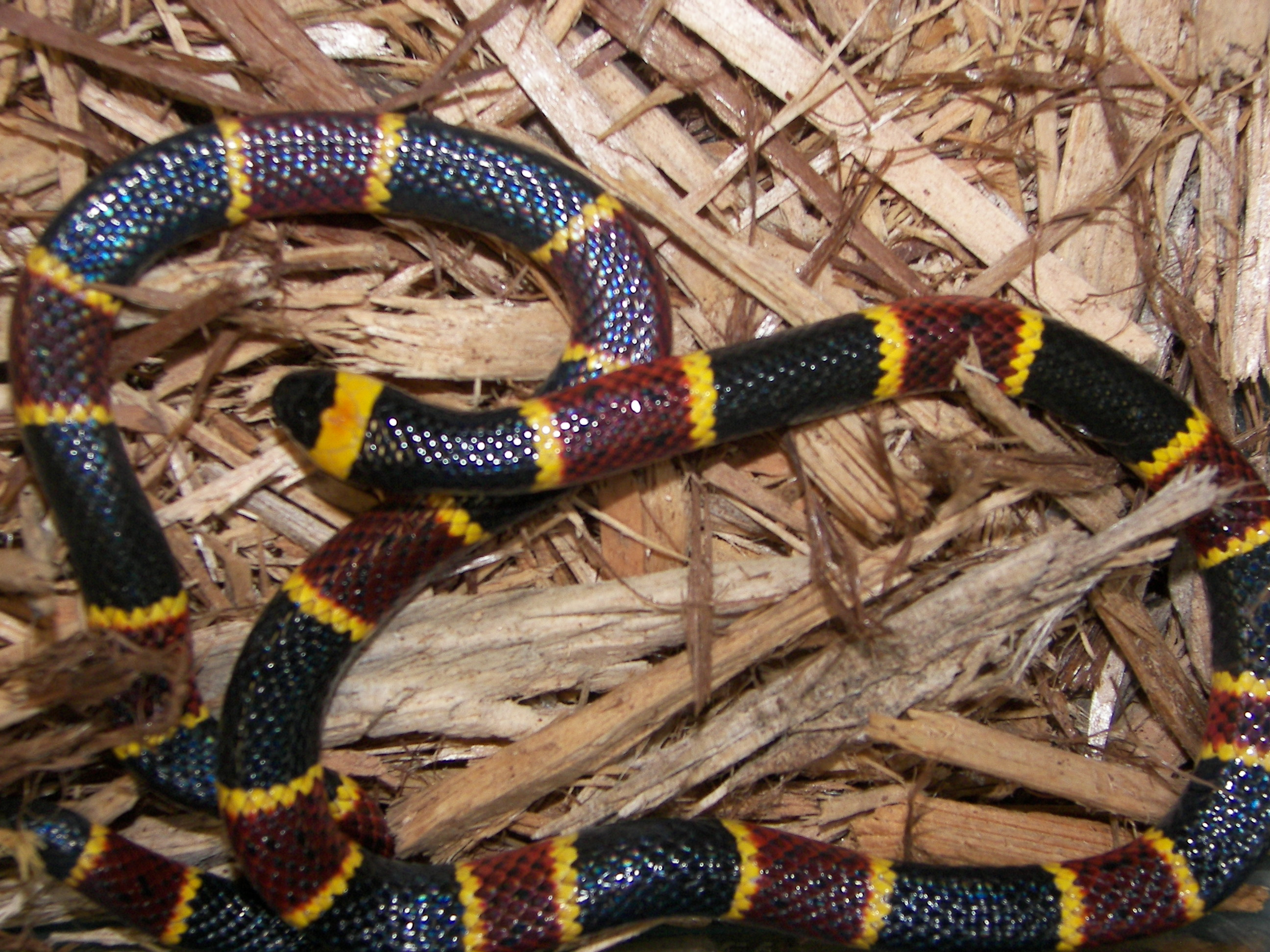